# Raïon de Kalouch
Le raïon de Kalouch (en ukrainien : Калуський район) est un raïon (district) dans l'oblast d'Ivano-Frankivsk en Ukraine.
Avec le réforme administrative de 2020, le raïon a absorbé ceux de Kalouch (ancien), de Dolyna et  de Rojniativ.

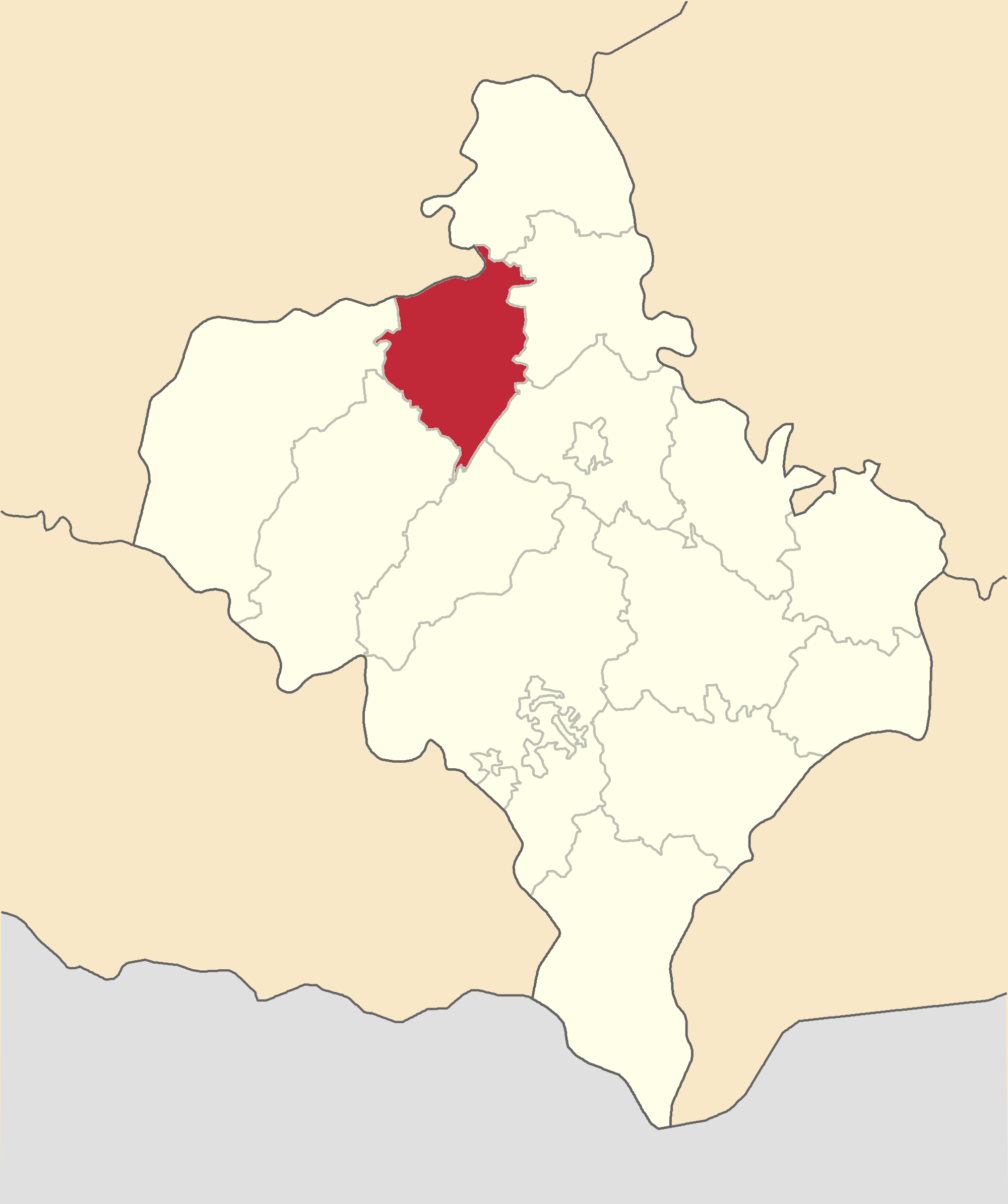
L'ancien raïon.

## Lieux patrimoniaux
Les sources de la Pohorilets, site Ramsar.

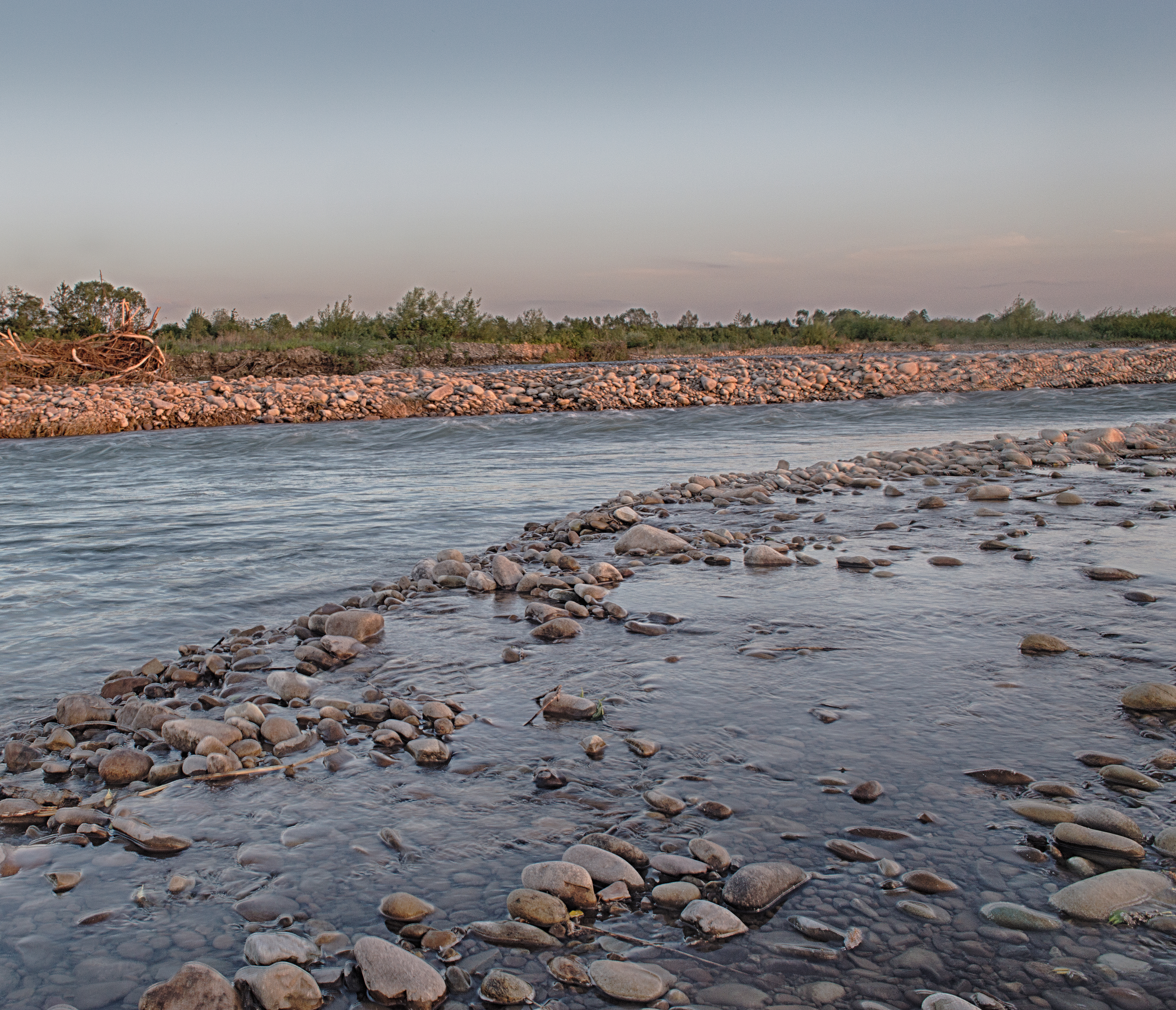
La réserve de a rivière Limnytsya, classée[1],
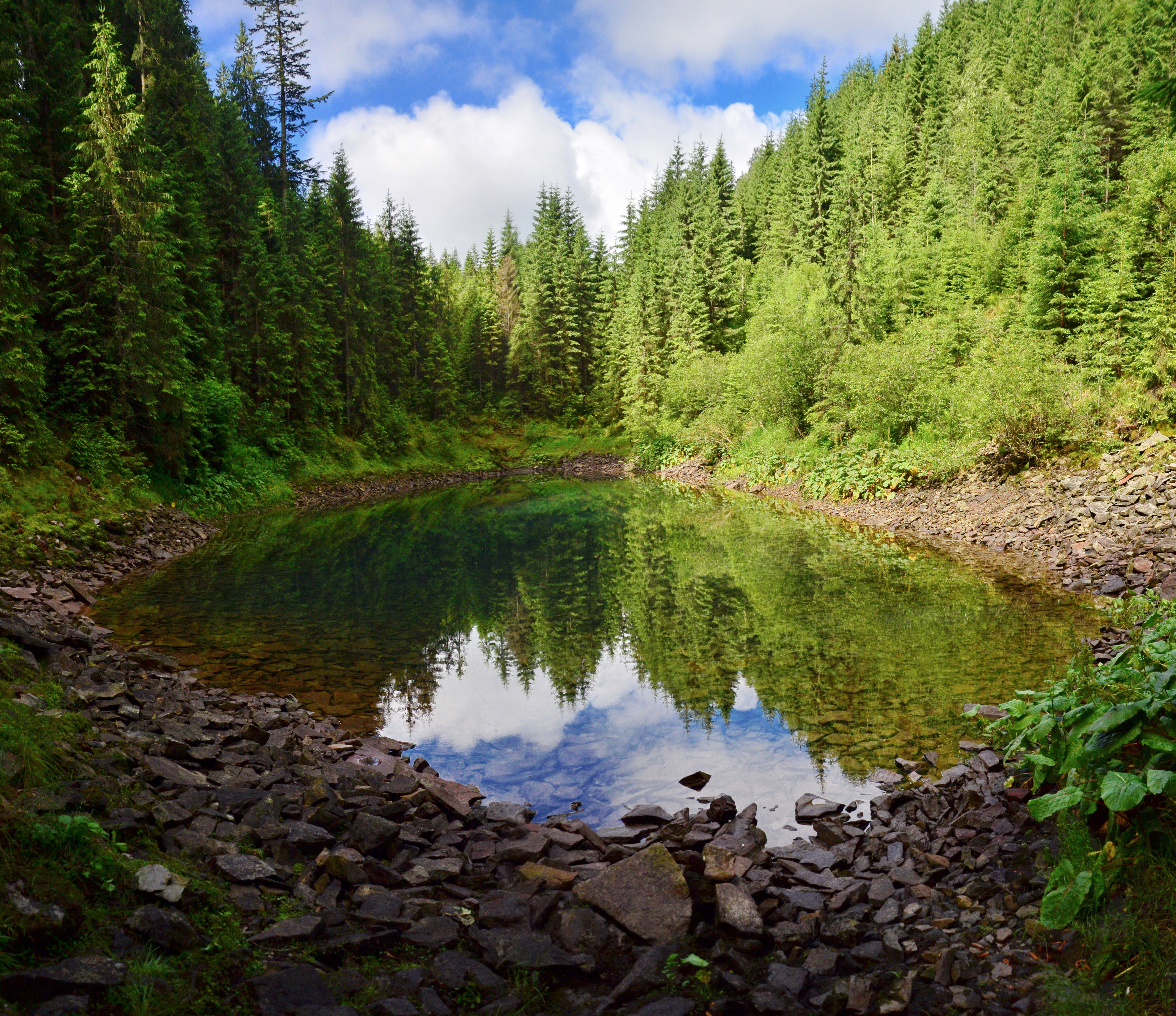
et celle du lac Rossokhan, classée[2],
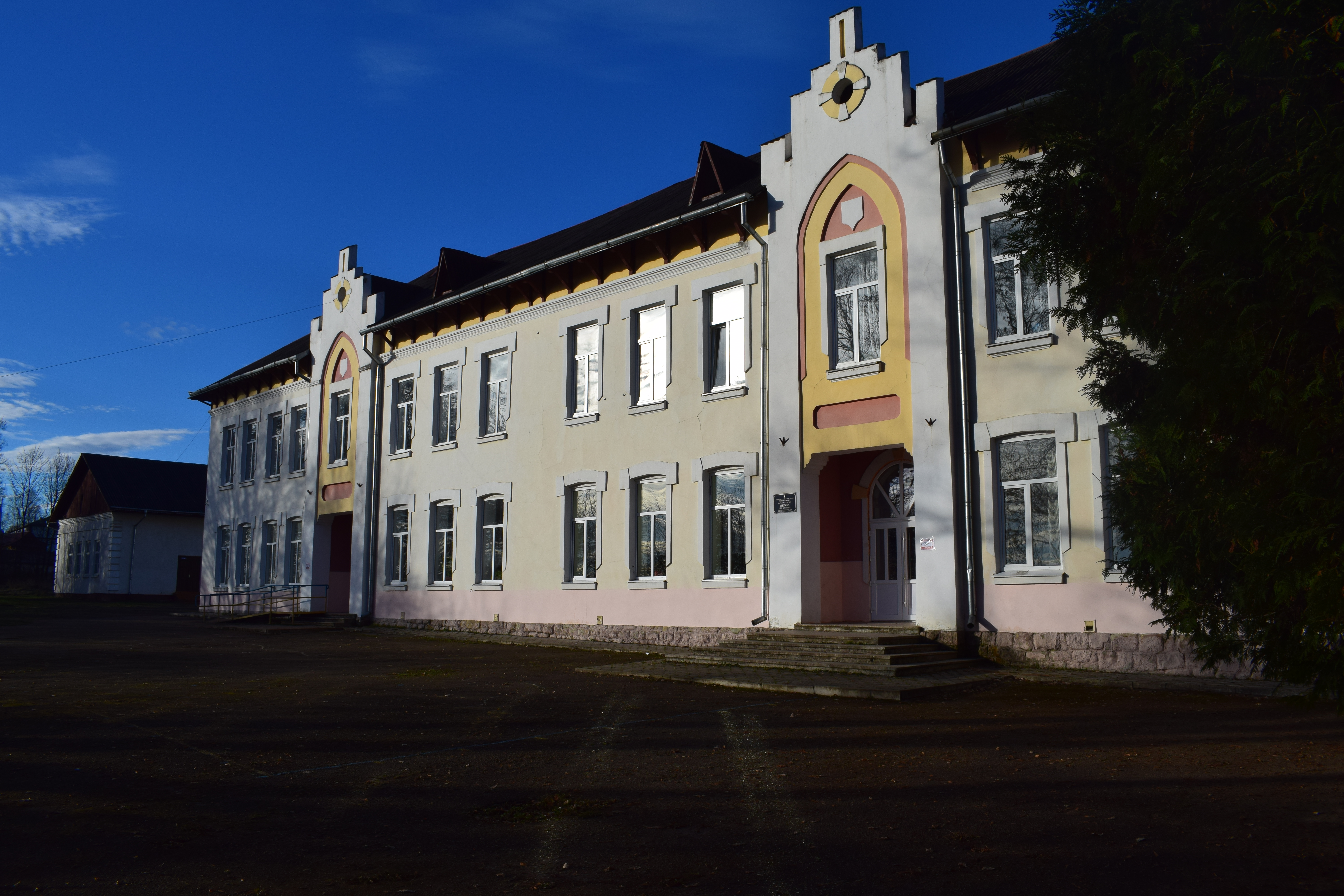
palais à Rojniativ, classé
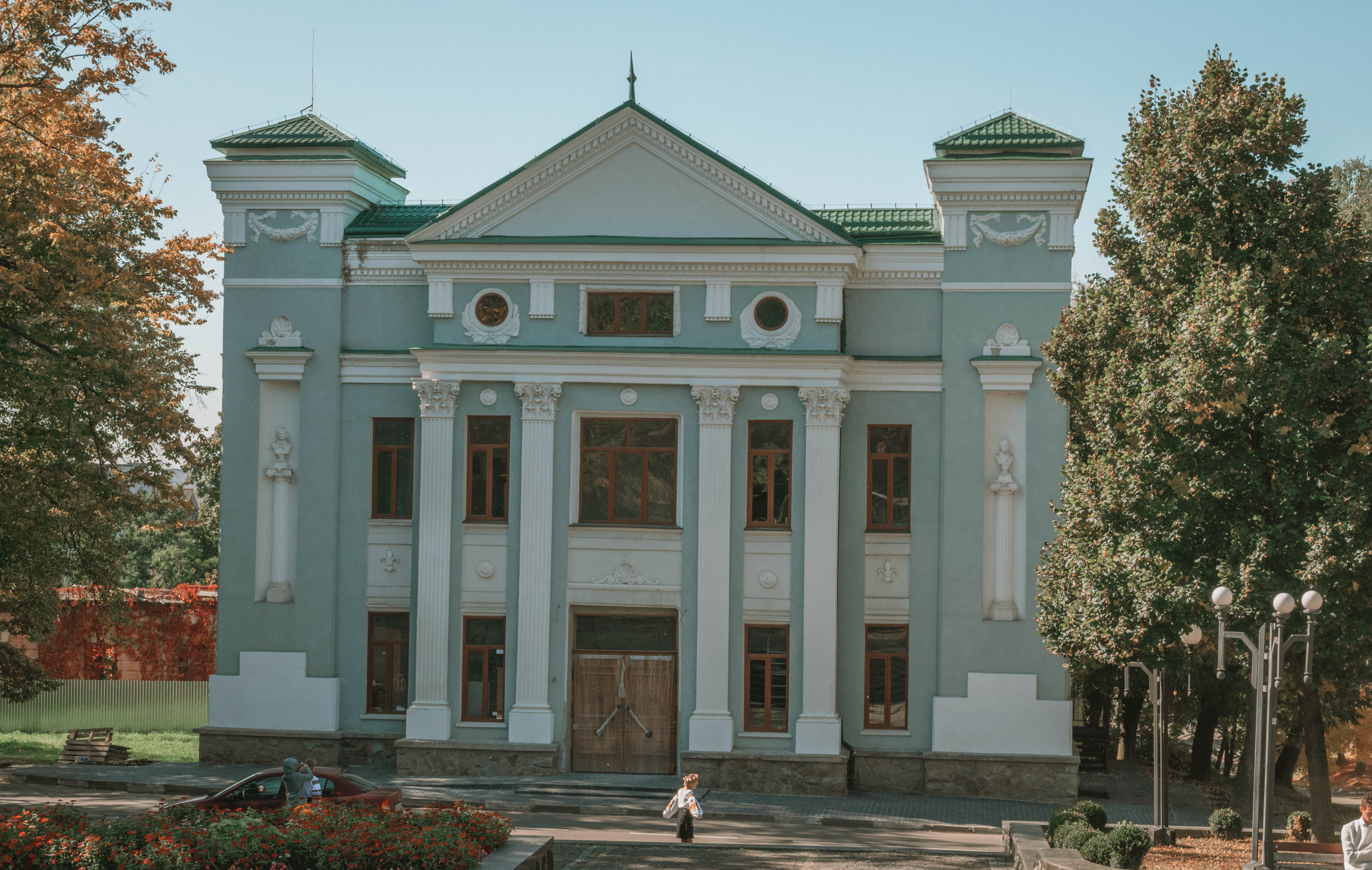
l'opéra, classé[4]à Kalouch,
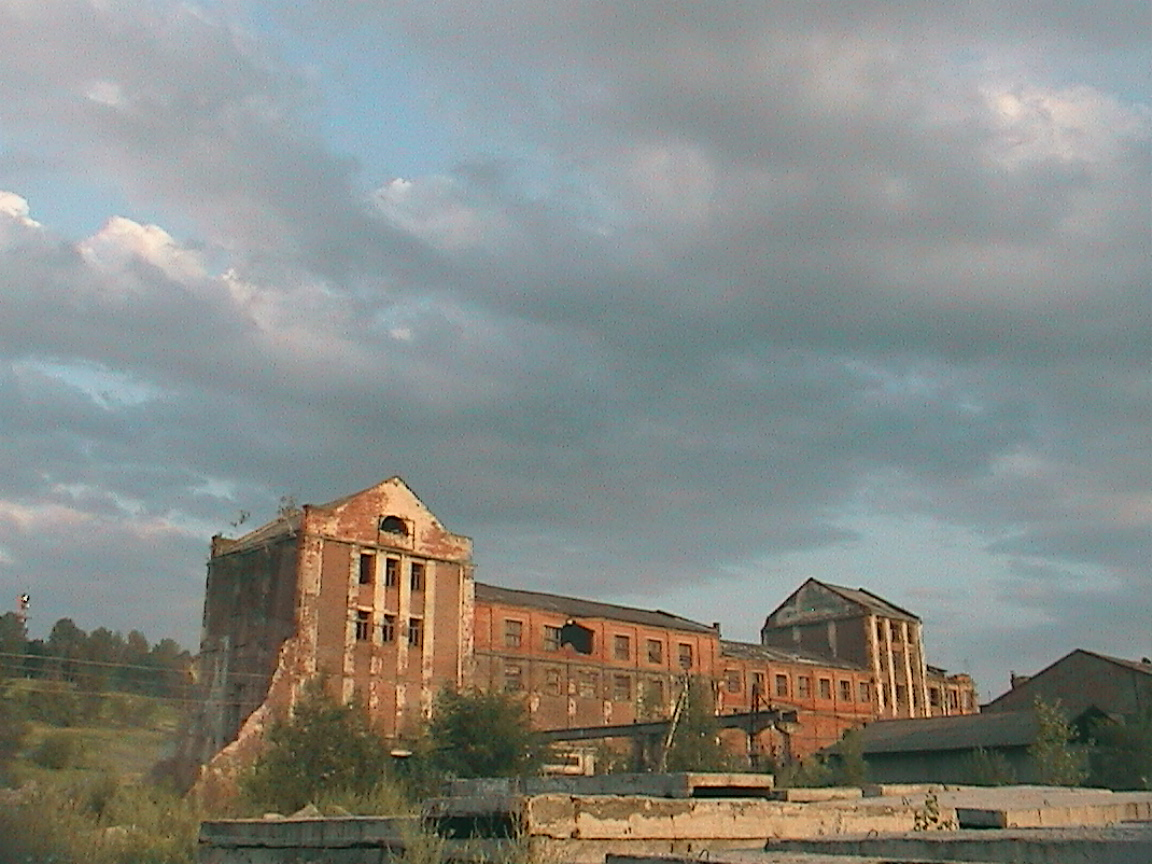
et son usine de potassium, classé[5],[6],[7],
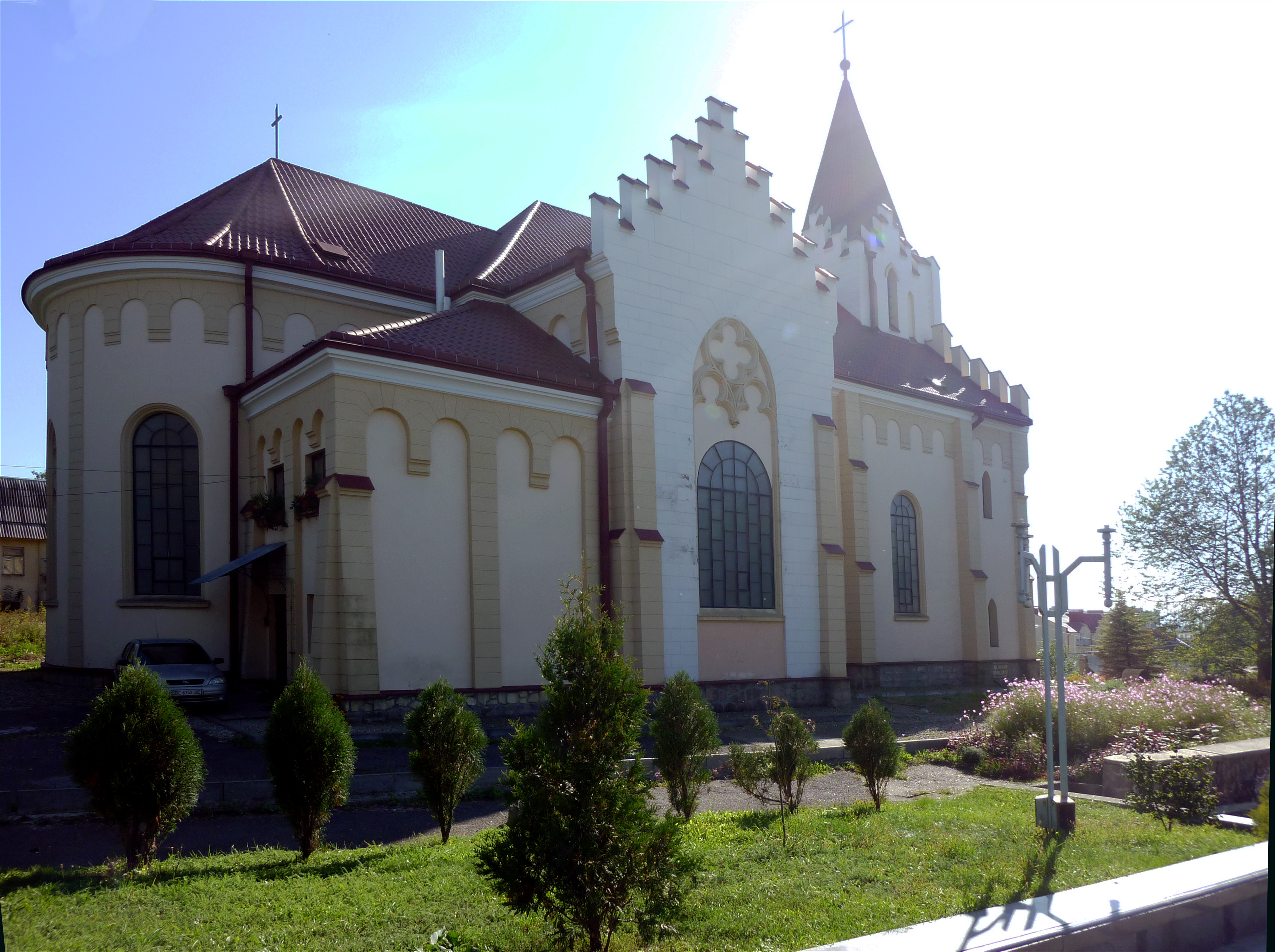
son église st-Valentin, classée[8],
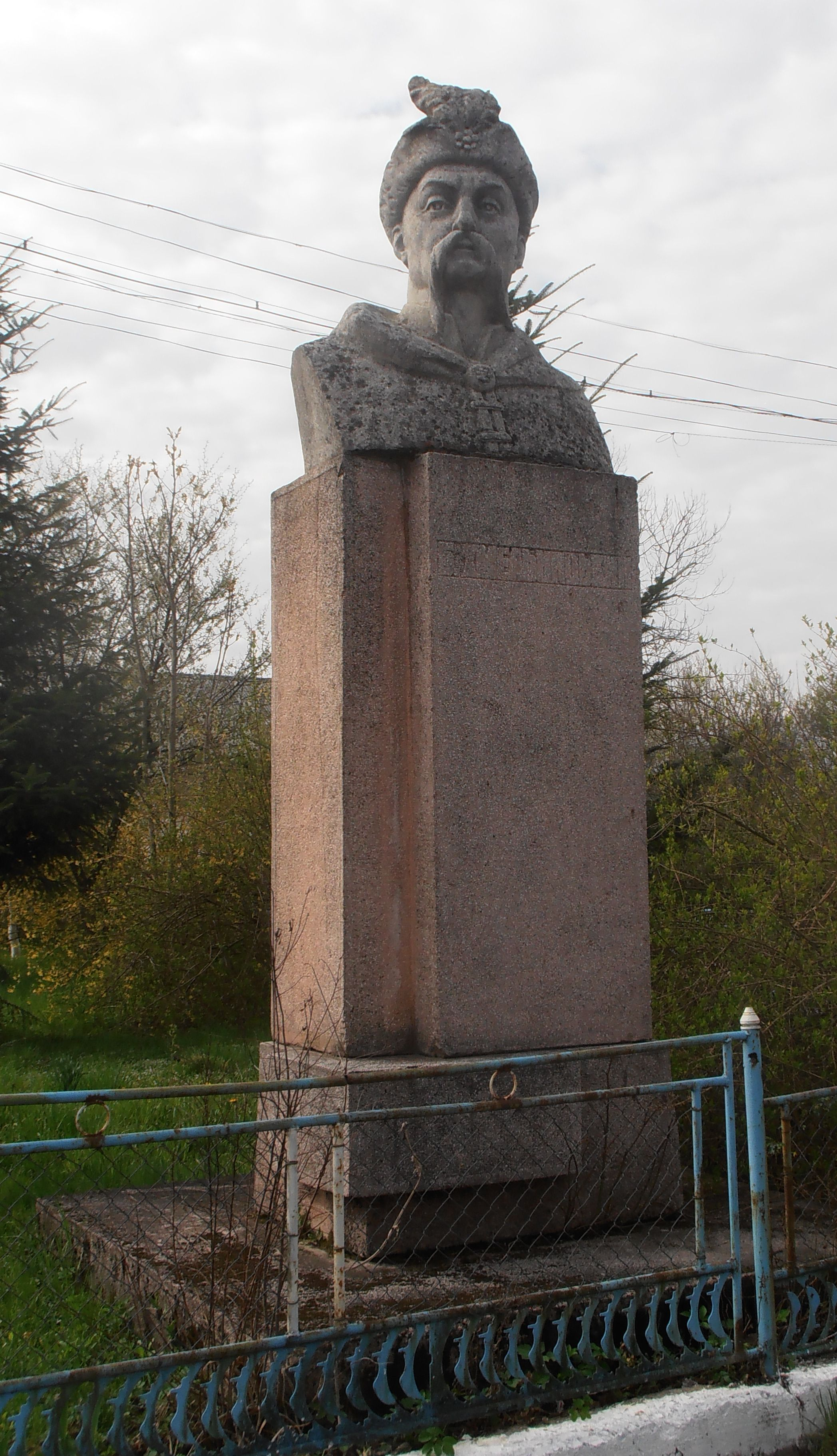
Toujiliv, buste de Bogdan Khmelnitski, classée[9],
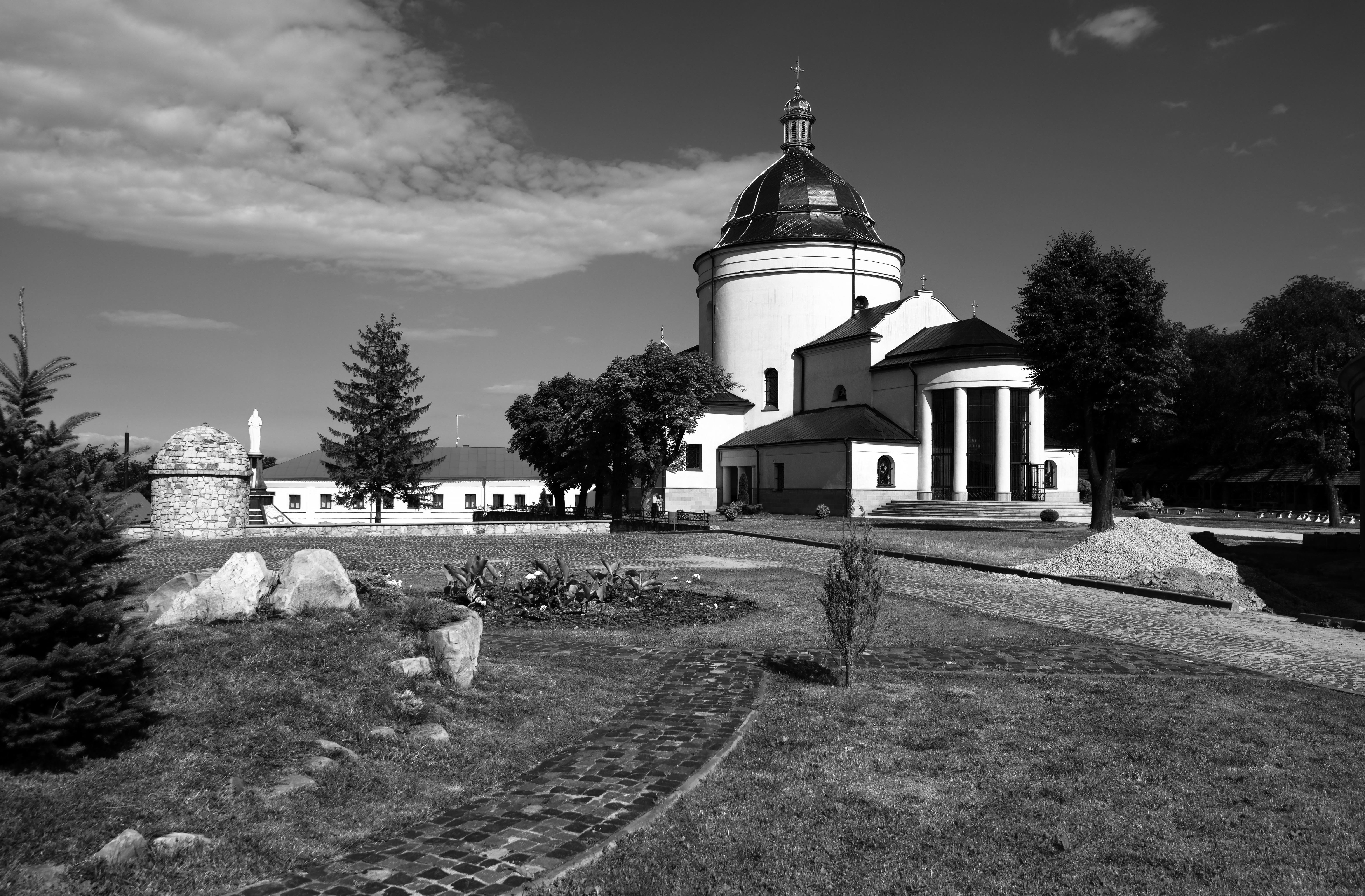
le monastère basilien de Hochiv, classée[10],
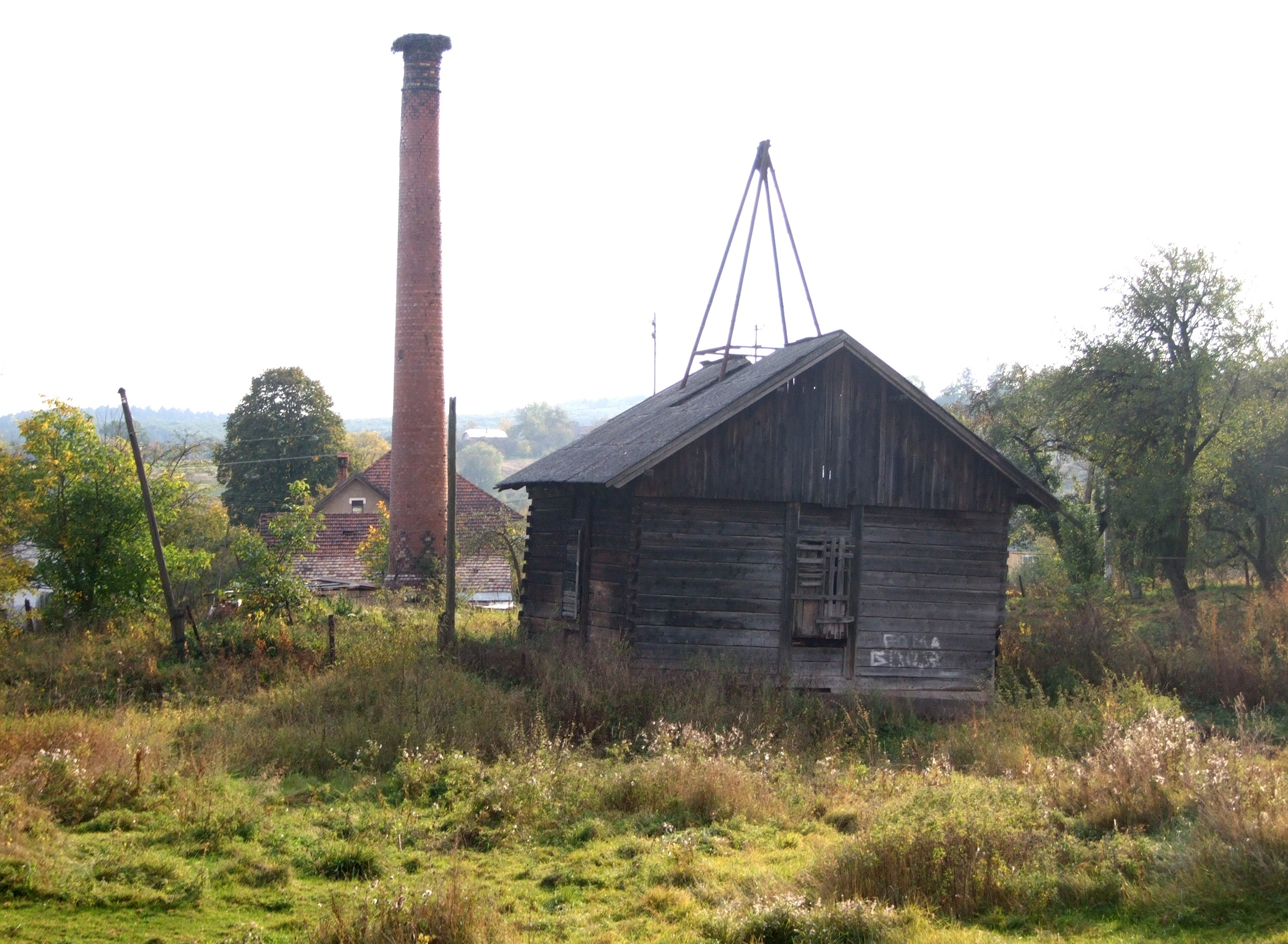
la saline de Dolyna, classée[11],
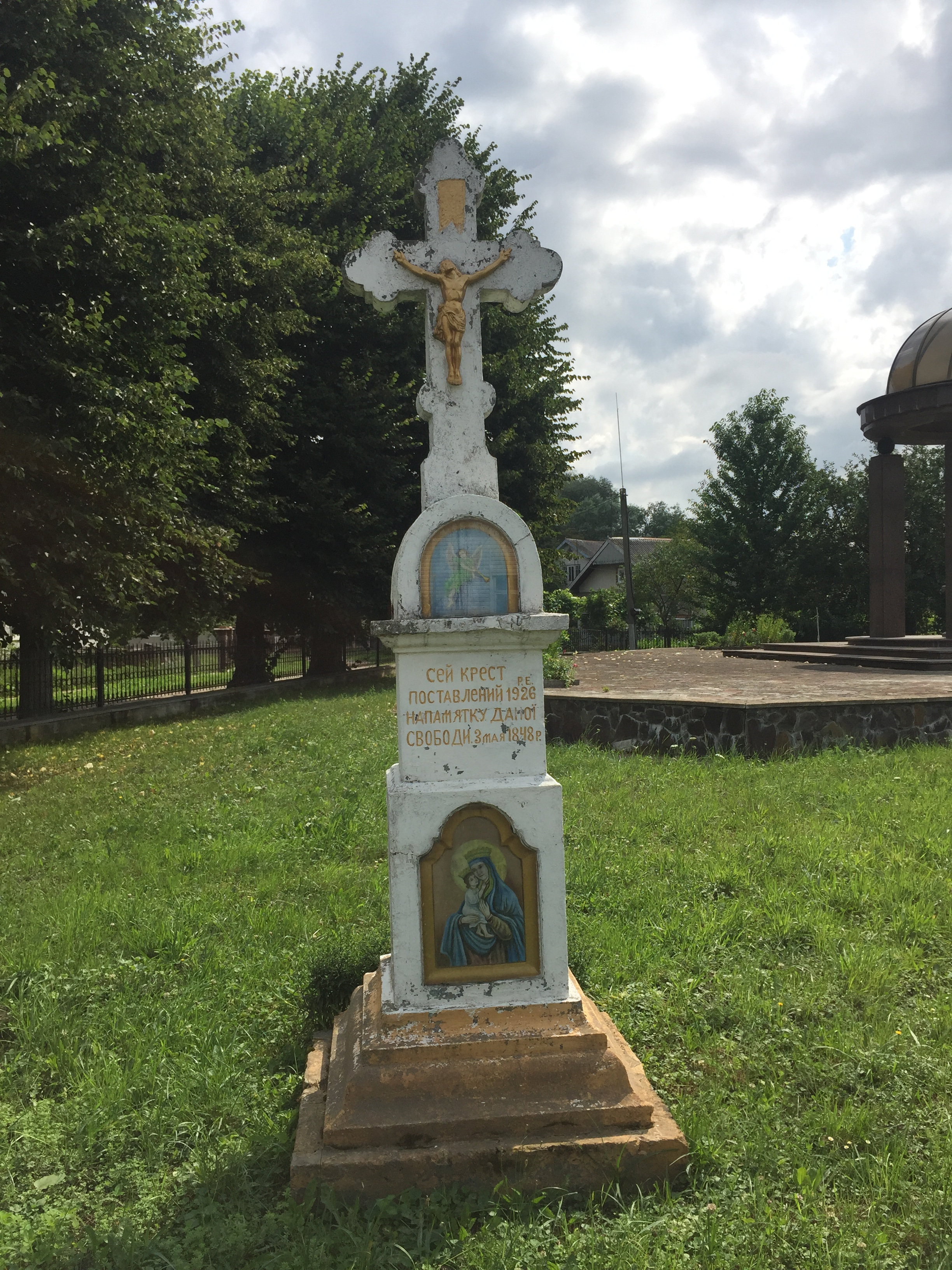
à l'abolition du servage, classée[12], Stoudina.